# Palatinat
De Palatinat ook gekend als danszaal Rubens was begin 20ste eeuw een evenementenzaal in de Antwerpse Carnotstraat nr 12, gelegen tegenover het latere Rubenspaleis.

## Geschiedenis
De Palatinat opende in 1910 in de voormalige Rubens theaterzaal van 1877. Er stonden meestal shows op het programma en er werden ook regelmatig films vertoond.
Tijdens Wereldoorlog I werden er voornamelijk operettes opgevoerd. Eén van de ontdekte talenten uit die periode was Nini de Boël.
Na de dood van de originele eigenaar veranderde de zaal vanaf 1918 in een revue-theater en bioscoop.
Tussen 1916 en 1922 vonden er regelmatig bokswedstrijden plaats. De Frans-Senegalese bokser Battling Siki verscheen er 2 maal tegen Antwerps bokser Jef DePaus.
Dit theater sloot in 1929.

### Lunatheater
Begin jaren 1930 wijzigde de naam naar Luna-theater-Palatinat en nadien afgekort naar Lunatheater.

### Elisabeth Center Antwerp
In 2022 zijn de percelen tussen het nr 4 en 16 ingenomen door een nieuwbouw van 2 verdiepingen. Het nr 10 heeft een naamplaat voor het Antwerp Symphony Orchestra en geeft aan dat het geheel nu onderdeel is van het Elisabeth Center Antwerp met de Koningin Elisabethzaal.

## Trivia
Emile Gastemans schilderde er rond 1890 zijn tafereel Vastenavondbal in danszaal Rubens